# تذکره شاه تهماسب

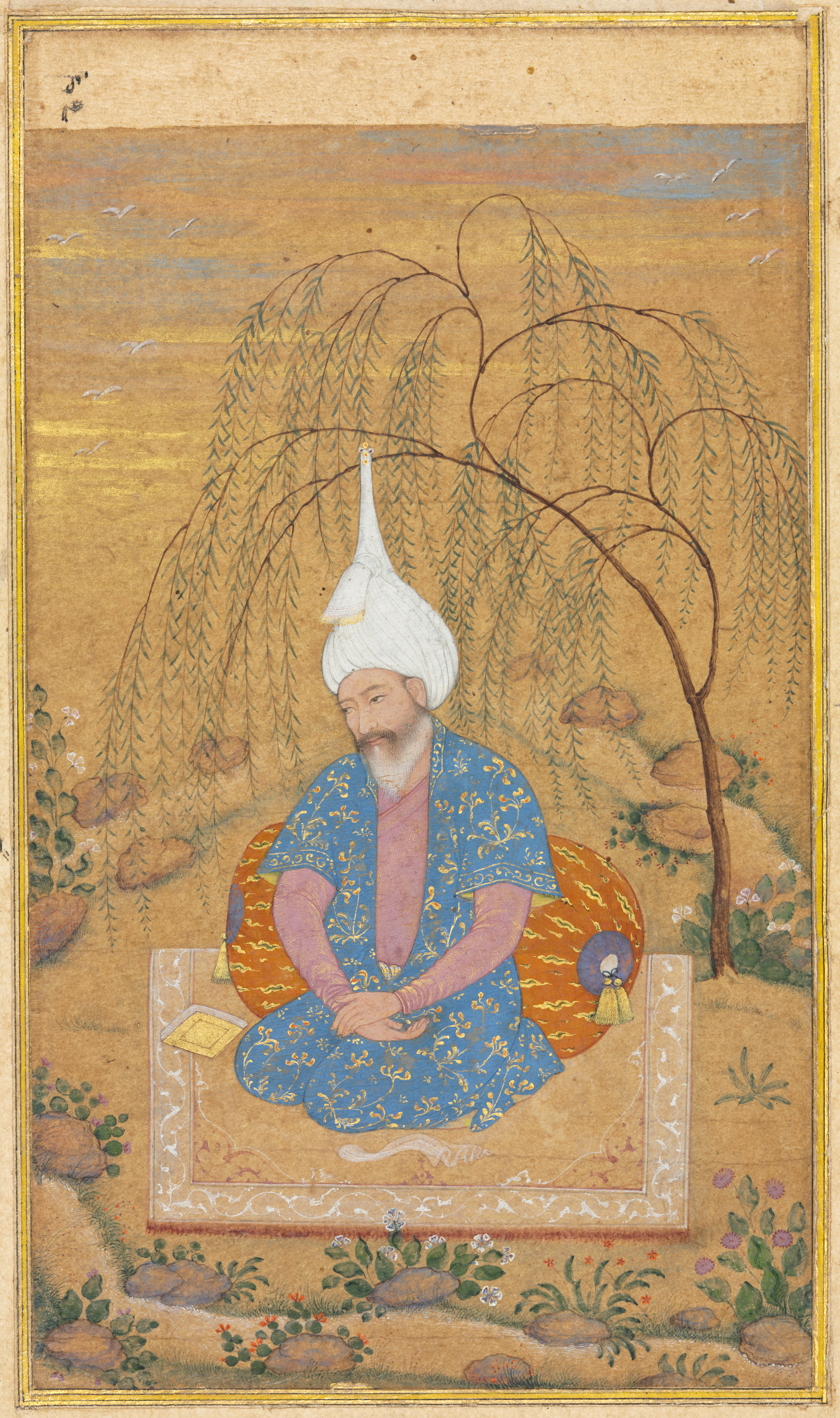
نگاره‌ای از شاه تهماسب یکم در اواخر عمر.

تذکرهٔ شاه تهماسب خودزندگی‌نامهٔ فارسی دومین شاهنشاه ایران از دودمان صفوی، یعنی شاه تهماسب یکم است. او در این اثر، که هدف از تألیفش را برجای‌گذشتن راهنمایی برای جانشینانش عنوان کرده به توضیح خلاصه‌وار وقایع عهد سلطنتش بین سال‌های ۹۳۰ تا ۹۶۹ ه‍.ق می‌پردازد. به‌عبارت دقیق‌تر، دورهٔ تحت پوشش اثر، با جلوس شاه بر تخت سلطنت آغازشده، با تهاجمات ازبکان، جنگ دوم ایران و عثمانی و شورش القاسب میرزا ادامه پیداکرده و در آخر، با ماجرای پناه‌بردن شاهزاده بایزید پسر سلطان سلیمان عثمانی به دربار صفویان به‌پایان می‌رسد. از این کتاب با نام‌های روزنامهٔ شاه تهماسب و مقالات شاه تهماسب نیز یاد کرده‌اند. برخی از پژوهشگران، این اثر را شرح مکتوبی از گفت‌وگوهای میان شاه تهماسب با نمایندگان عثمانی، برای تحویل شاهزاده بایزید دانسته‌اند که بعداً مورد بازنویسی قرار گرفته و شاه آن را با افزودن مطالب دیگری به‌شکل فعلی درآورده است.
به‌همراه کارنامهٔ انوشیروان، روزنامهٔ خاطرات ناصرالدین‌شاه و پاسخ به تاریخ محمدرضا پهلوی، تذکرهٔ مذکور یکی از اندک آثار به‌جامانده، در سبک خودزندگی‌نامه از شاهان ایرانی است. نثر اثر ساده و نزدیک به زبان محاوره است؛ ولی در میان مطالب آن، شماری از آیات قرآنی، احادیث و اشعار فارسی نیز تضمین‌شده است. شماری واژه، با منشأ ترکی نیز در متن اثر وجود دارند که در فارسی امروزی تقریباً بی‌کاربرد شده‌اند؛ ازجمله «اُلکا (ناحیه، سرزمین)»، «ایلچی (سفیر)»، «تیول»، «قورچی» و «یوزباشی». ظاهراً شاه صفوی تذکرهٔ خود را به‌تقلید از بابُرنانهٔ ظهیرالدین محمد بابر نگاشته است. با وجود آن‌که، از لحاظ فن نویسندگی، این کتاب به‌پای بابرنامه نمی‌رسد، و همچنین از جهت این‌که به‌سبب رویکرد خلاصه‌نگاری شاه صفوی، چیزی فراتر از اطلاعات منابع دیگر در آن وجود ندارد ولی از دید آشنایی با بینش سیاسی، مذهبی و به‌طور کلی، ویژگی‌های شخصیتی نویسنده‌اش، از اهمیت چشمگیری به‌عنوان یک منبع دست اول برخوردار است.

## چاپ‌ها
این کتاب را نخستین‌بار محمدحسن اعتمادالسلطنه در سال ۱۳۰۲ ه‍.ق برپایهٔ دست‌نویسی پرغلط، در ضمن جلد دوم از مطلع‌الشمس به‌چاپ رساند و دنباله‌ای بر آن افزود که زندگانی شاه را تا زمان مرگش ادامه می‌داد. پائول هرن در سال ۱۳۰۸ ه‍.ق (۱۸۹۰) تذکرهٔ شاه تهماسب را بر بنیاد یک دست‌نوشتهٔ تهیه‌شده به‌تاریخ ۱۲۱۲ ه‍.ق در لایپزیگ چاپ، و سال بعد، ترجمهٔ آلمانی آن را در استراسبورگ به‌چاپ رساند. براساس دست‌نویسی محفوظ در موزهٔ بریتانیا، چاپ دیگری به‌سال ۱۳۳۰ ه‍.ق در کلکته انجام گرفت. عبدالشکور، سال ۱۳۰۳ ه‍.خ برپایهٔ دست‌نوشتهٔ اساس هرن و مقابله با چاپ کلکته آن را در برلین به‌چاپ رسانید. سال ۱۳۶۳ براساس چاپ کلکته، این تذکره به‌کوشش امرالله صفری و توسط انتشارات شرق در ایران چاپ شد. چاپی تازه، به‌تصحیح کریم فیضی سال ۱۳۸۳ توسط انتشارات مطبوعات دینی عرضه گشت. ترجمهٔ انگلیسی تذکرهٔ شاه تهماسب به‌سعی اِی. سی. اس. پیکاک، در سال ۲۰۲۴ توسط انتشارات آی بی توریس چاپ و منتشر گردید.